# Stazione meteorologica di Roma Monte Mario
La stazione meteorologica di Roma Monte Mario è la stazione meteorologica di riferimento per l'Ufficio idrografico e mareografico regionale del Lazio relativa all'omonima zona della città di Roma.

## Coordinate geografiche
La stazione meteorologica è situata nell'Italia centrale, nel Lazio, nel comune di Roma, sull'altura di monte Mario, a 143 metri s.l.m. e alle coordinate geografiche 41°55′N 12°27′E.

## Dati climatologici
Secondo i dati medi del trentennio 1961-1990, la temperatura media del mese più freddo, gennaio, è di +7,5 °C, mentre quella dei mesi più caldi, luglio, si attesta a +24,0 °C.
Le precipitazioni medie annue, attorno ai 750 mm e mediamente distribuite in 79 giorni, presentano un minimo in estate ed un accentuato picco autunnale .
| Roma Monte Mario           | Mesi | Mesi | Mesi | Mesi | Mesi | Mesi | Mesi | Mesi | Mesi | Mesi | Mesi | Mesi | Stagioni | Stagioni | Stagioni | Stagioni | Anno |
| Roma Monte Mario           | Gen  | Feb  | Mar  | Apr  | Mag  | Giu  | Lug  | Ago  | Set  | Ott  | Nov  | Dic  | Inv      | Pri      | Est      | Aut      | Anno |
| -------------------------- | ---- | ---- | ---- | ---- | ---- | ---- | ---- | ---- | ---- | ---- | ---- | ---- | -------- | -------- | -------- | -------- | ---- |
| T. max. media (°C)         | 10,9 | 12,0 | 14,2 | 17,7 | 22,1 | 26,1 | 29,3 | 28,9 | 25,1 | 20,1 | 15,2 | 11,6 | 11,5     | 18,0     | 28,1     | 20,1     | 19,4 |
| T. min. media (°C)         | 4,0  | 4,7  | 6,1  | 9,0  | 12,6 | 16,3 | 18,8 | 18,8 | 16,2 | 12,0 | 8,4  | 4,9  | 4,5      | 9,2      | 18,0     | 12,2     | 11,0 |
| Precipitazioni (mm)        | 81   | 66   | 68   | 55   | 46   | 37   | 17   | 37   | 74   | 79   | 113  | 93   | 240      | 169      | 91       | 266      | 766  |
| Giorni di pioggia          | 9    | 9    | 8    | 7    | 6    | 4    | 2    | 3    | 5    | 7    | 10   | 9    | 27       | 21       | 9        | 22       | 79   |
| Umidità relativa media (%) | 74   | 72   | 70   | 68   | 66   | 64   | 59   | 61   | 68   | 71   | 77   | 76   | 74       | 68       | 61,3     | 72       | 68,8 |